# 50 kilometer gång för herrar i friidrott vid olympiska sommarspelen 1988
50 kilometer gång för herrar vid olympiska sommarspelen 1988 i Seoul avgjordes den 30 september.

## Medaljörer
| Gren              | Guld                                | Guld         | Silver                      | Silver  | Brons                        | Brons   |
| 50 kilometer gång | Vjatjeslav Ivanenko · Sovjetunionen | 3:38.29 (OR) | Ronald Weigel · Östtyskland | 3:38.56 | Hartwig Gauder · Östtyskland | 3:39.45 |

## Resultat
| Placering              | Gångare                     | Tid     | Noteringar |
| ---------------------- | --------------------------- | ------- | ---------- |
| 1                      | Vjatjeslav Ivanenko (URS)   | 3:38.29 | OR         |
| 2                      | Ronald Weigel (GDR)         | 3:38.56 |            |
| 3                      | Hartwig Gauder (GDR)        | 3:39.45 |            |
| 4                      | Aleksandr Potasjov (URS)    | 3:41.00 |            |
| 5                      | José Marín (ESP)            | 3:43.03 |            |
| 6                      | Simon Baker (AUS)           | 3:44.07 |            |
| 7                      | Bo Gustafsson (SWE)         | 3:44.49 |            |
| 8                      | Raffaello Ducceschi (ITA)   | 3:45.43 |            |
| 9                      | Dietmar Meisch (GDR)        | 3:46.31 |            |
| 10                     | Pavol Szikora (TCH)         | 3:47:04 |            |
| 11                     | Giovanni Perricelli (ITA)   | 3:47.14 |            |
| 12                     | Pavol Blažek (TCH)          | 3:47.31 |            |
| 13                     | Jorge Llopart (ESP)         | 3:48.09 |            |
| 14                     | François Lapointe (CAN)     | 3:48.15 |            |
| 15                     | Martín Bermúdez (MEX)       | 3:49.22 |            |
| 16                     | Alain Lemercier (FRA)       | 3:50.28 |            |
| 17                     | Roman Mrázek (TCH)          | 3:50.46 |            |
| 18                     | Reima Salonen (FIN)         | 3:51.36 |            |
| 19                     | Andrew Jachno (AUS)         | 3:53.23 |            |
| 20                     | Stefan Johansson (SWE)      | 3:53.34 |            |
| 21                     | José Pinto (POR)            | 3:55.57 |            |
| 22                     | Marco Evoniuk (USA)         | 3:56.55 |            |
| 23                     | Carl Schueler (USA)         | 3:57.44 |            |
| 24                     | Jacek Bednarek (POL)        | 3:58.31 |            |
| 25                     | Manuel Alcalde (ESP)        | 3:59.13 |            |
| 26                     | Vitalij Popovitj (URS)      | 3:59.23 |            |
| 27                     | Les Morton (GBR)            | 3:59.30 |            |
| 28                     | Paul Blagg (GBR)            | 4:00.07 |            |
| 29                     | Li Baojin (CHN)             | 4:00.07 |            |
| 30                     | Héctor Moreno (COL)         | 4:01.31 |            |
| 31                     | Tadahiro Kosaka (JPN)       | 4:03.12 |            |
| 32                     | Sandro Bellucci (ITA)       | 4:04.56 |            |
| 33                     | Arturo Bravo (MEX)          | 4:08.08 |            |
| 34                     | Andrew Kaestner (USA)       | 4:12.49 |            |
| 35                     | William Sawe (KEN)          | 4:25.24 |            |
| Fullföljde inte (DNF)  |                             |         |            |
| —                      | Erling Andersen (NOR)       | DNF     |            |
| —                      | Godfried Dejonckheere (BEL) | DNF     |            |
| —                      | Sándor Urbanik (HUN)        | DNF     |            |
| —                      | Jan Staaf (SWE)             | DNF     |            |
| Diskvalificerade (DSQ) |                             |         |            |
| —                      | Jean-Marie Neff (FRA)       | DSQ     |            |
| —                      | Eric Neisse (FRA)           | DSQ     |            |
| —                      | Hernán Andrade (MEX)        | DSQ     |            |